# Championnats du monde de pentathlon moderne 2007
Navigation
Édition précédente Édition suivante
Les Championnats du monde de pentathlon moderne 2007 se sont tenus à Berlin, en Allemagne.

## Podiums

### Hommes
| Épreuves    | Or                                                      | Argent                                                | Bronze                                                |
| ----------- | ------------------------------------------------------- | ----------------------------------------------------- | ----------------------------------------------------- |
| Individuel  | Hongrie Viktor Horváth                                  | Russie Ilia Frolov                                    | Hongrie Róbert Németh                                 |
| Par équipes | Allemagne Steffen Gebhardt Eric Walther Sebastian Dietz | Tchéquie Michal Michalík David Svoboda Libor Capalini | Hongrie Viktor Horváth Gábor Balogh Sándor Fülep      |
| Relais      | Allemagne Eric Walther Sebastian Dietz Steffen Gebhardt | Chine Qian Zhenhua Cao Zhongrong Xu Yunqi             | Tchéquie Michal Michalík David Svoboda Ondřej Polívka |

### Femmes
| Épreuves    | Or                                                                    | Argent                                                     | Bronze                                                             |
| ----------- | --------------------------------------------------------------------- | ---------------------------------------------------------- | ------------------------------------------------------------------ |
| Individuel  | France Amélie Cazé                                                    | Allemagne Lena Schöneborn                                  | Lituanie Laura Asadauskaitė                                        |
| Par équipes | Biélorussie Anna Arkhipenko Anastasiya Prokopenko Tatyana Mazurkevich | Allemagne Lena Schöneborn Janine Kohlmann Eva Trautmann    | Russie Lyudmila Sirotkina Tatyana Muratova Yevdokia Grechishnikova |
| Relais      | Royaume-Uni Katherine Livingston Mhairi Spence Lindsey Weedon         | Pologne Paulina Boenisz Sylvia Czwojdzinska Marta Dziadura | Allemagne Lena Schöneborn Eva Trautmann Janine Kohlmann            |